# Kobalt
Kóbalt (latinsko cobaltum) je kemični element, ki ima v periodnem sistemu simbol Co in atomsko število 27.
Kobalt je trden feromagneten srebrnkasto-bel element. Njegova Curiejeva temperatura je 1388 K z 1,6~1,7 Bohrovih magnetonov na atom. Pogosto ga povezujejo z nikljem, oba sta tudi značilni sestavini meteorskega železa. Sesalci potrebujejo manjše količine kobaltovih soli. Kobalt-60, umetno pridobljen radioaktivni izotop kobalta, je pomemben radioaktivni slednik in agent za zdravljenje raka. Kobalt ima relativno permeabilnost enako dvem tretjinam železove. Kovinski kobalt je običajno zmes dveh kristalnih struktur - heksagonalnega gostega sklada in ploskovno centrirane kocke. Prehod iz prve kristalne strukture v drugo poteče pri temperaturi 722 K.
Običajni oksidacijski stanji kobalta sta +2 in +3, čeprav najdemo tudi +1.